# Naxxar Lions FC
Naxxar Lions FC (ang. Naxxar Lions Football Club) – maltański klub piłkarski, mający siedzibę w Naxxar na północy kraju.

## Historia
Chronologia nazw: 
- 1920—...: Naxxar Lions FC

Klub został założony w 1920 roku jako Naxxar Lions FC. W sezonie 1946/47 debiutował w pierwszej lidze. W ligowych rozgrywkach zajął ostatnie 8 miejsce, ale pozostał w niej. W następnym sezonie 1947/48 zespół uplasował się ma 7 pozycji, a w sezonie 1948/49 ponownie na 8 miejscu, które tym razem nie zostało obronione w barażach (przegrana 1:4 z Saint George’s FC) i pożegnał się z elitarną ligą. Dopiero w sezonie 1988/89 klub powrócił do Premier League. Dwa kolejne sezony zakończył na 6 miejscu, ale potem ostatnia 9 pozycja w sezonie 1990/91 i spadek do pierwszej dywizji. Po 3 latach nieobecności w sezonie 1994/95 po raz trzeci wrócił do Premier League. Zespół najpierw rywalizował z przemiennym sukcesem (8 w 1995, 7 w 1996, 8 w 1997, 7 w 1998, 6 w 1999), a potem zajmował coraz gorsze miejsca (7 w 2000, 8 w 2001), a w sezonie 2001/02 zajął przedostatnie 9 miejsce i pożegnał się z najwyższą ligą. Kolejne sezony grał w pierwszej dywizji, a w sezonie 2006/07 zajął ostatnie 10 miejsce i spadł do drugiej dywizji. Sezon 2009/10 spędził nawet w czwartej lidze, jednak powrócił do trzeciej ligi. Następnie rozpoczął się udany okres dla klubu, w sezonie 2010/11 zajął 3 miejsce w drugiej dywizji i awansował do pierwszej dywizji. W następnym sezonie 2011/12 był na szóstej pozycji, a w sezonie 2012/13 zajął pierwsze miejsce w pierwszej dywizji i powrócił do Premier League.

## Sukcesy

### Trofea międzynarodowe
Nie uczestniczył w rozgrywkach europejskich (stan na 31-05-2013).

### Trofea krajowe
| \| \| Zdobyte trofea w rozgrywkach Malty (stan na: 31-05-2013) \| |                                                          |      |                  |
| Rozgrywki                                                         | Osiągnięcie                                              | Razy | Sezon(y)         |
| Mistrzostwo                                                       | I miejsce                                                | 0    |                  |
| Mistrzostwo                                                       | II miejsce                                               | 0    |                  |
| Mistrzostwo                                                       | III miejsce                                              | 0    |                  |
| Mistrzostwo                                                       | 6 miejsce                                                | 3    | 1989, 1990, 1999 |
| Puchar                                                            | zdobywca                                                 | 0    |                  |
| Puchar                                                            | finalista                                                | 0    |                  |
| Puchar                                                            | ćwierćfinalista                                          | 2    | 1999, 2002       |
| Superpuchar                                                       | zdobywca                                                 | 0    |                  |
| Superpuchar                                                       | finalista                                                | 0    |                  |
| II liga                                                           | I miejsce                                                | 1    | 2013             |
| II liga                                                           | II miejsce                                               | ?    |                  |
| II liga                                                           | III miejsce                                              | ?    |                  |
| Malta                                                             | Zdobyte trofea w rozgrywkach Malty (stan na: 31-05-2013) |      |                  |

## Stadion
Klub rozgrywa swoje mecze domowe na stadionie Ta’ Qali Stadium w Ta’ Qali, który może pomieścić 17,000 widzów.